# Megalithanlagen auf Herm
Die zwischen dem 5. und 3. Jahrtausend v. Chr. errichteten Megalithanlagen auf Herm, einer zur Vogtei Guernsey gehörenden Insel liegen im Norden der Insel. Vier Anlagen haben sich erhalten: „Grand“ (⊙) und „Petit Monceau“ (⊙), Robert’s Cross (⊙) und „The Common“ (⊙).
Das Areal bot der Universität Durham zwischen 2008 und 2010 die seltene Möglichkeit, die Landschaft der einst 19 Gräber zu erforschen, die neben oder in einer Tiefebene stehen, die von hohen Küstendünen gesäumt und von Sand bedeckt wird, unter dem versteckte Anlagen vermutet werden. Grundlage war die Arbeit von Frederick Corbin Lukis im Jahr 1840. Steine und Gräber, die von der Lukis-Gruppe ausgegraben wurden, sind noch sichtbar.
„Grand“ und „Petit Monceau“ sind nur in spärlichen Resten erhaltene Anlagen. Auch „The Common“ ist nur in der Grundform erhalten. Das Mitte des 19. Jahrhunderts entdeckte „Robert’s Cross“ ist eine weitgehend intakte, etwa 5,0 m lange Anlage, die sich nach einem kurzen engen Gang mit zwei erhaltenen Tragsteinen, trapezoid erweitert und aus 16 Tragsteinen (einer fehlt) und drei erhaltene (von vier) großen Deckenplatten besteht.